# Верховский, Владимир Владимирович
Владимир Владимирович Верховской (Верховский) (1849—1910) — русский государственный деятель, действительный тайный советник (1905).

## Биография
Родился 1 (13) апреля 1849 года в семье представителя костромской ветви дворянского рода Верховских, поручика Владимира Ивановича Верховского (06.10.1794, Макарьев — 19.09.1854, Кострома).
В 1865 году окончил с золотой медалью Костромскую гимназию; затем, со степенью кандидата, юридический факультет Московского университета; 30 октября 1869 года начал службу в 1-м департаменте Сената; с 1874 года — обер-секретарь этого департамента.
С 1875 года — юрисконсульт министерства юстиции. С 1877 года — начальник II-го отделения канцелярии комитета министров.
В период с 7 января 1883 года по 3 апреля 1889 года был директором Особенной канцелярии по кредитной части Министерства финансов; с 1889 года — член Совета министра финансов.
Был почётным мировым судьёй Ялтинского уезда. С 1890 года — товарищ главноуправляющего собственной Е.И.В. канцелярии по учреждениям императрицы Марии.
Член Государственного совета (1896), входил в группу центра. По мнению В. И. Гурко,  «среди членов, заседавших в департаментах, имелись специалисты по всем главнейшим отраслям государственного управления, и отказать им в добросовестном изучении проектов и стремлении изменить их к лучшему отнюдь нельзя. По вопросам финансовым и экономическим такими специалистами за взятый мною период считались В. В. Верховский, Н. В. Шидловский и Ф. Г. Тернер. Верховский — талантливый, речистый и даже блестящий в своих репликах — не был, однако, серьезным экономистом и принадлежал к категории дилетантов, слишком легко все схватывающих, так сказать, на лету, чтобы дать себе труд углубиться в серьезное изучение предмета. Он был известен в Совете как ярый противник Витте и его финансовой политики».
С 1 января 1882 года — действительный статский советник, с 13 апреля 1886 года — тайный советник, с 1905 года — действительный тайный советник. Был награждён высшими орденами Российской империи:  Св. Станислава 1-й степени (1883), Св. Анны 1-й степени (1889), Св. Владимира 2-й степени (1892), Белого орла, Св. Александра Невского (1901).
Умер 18 февраля (3 марта) 1910 года в Ментоне. Похоронен на Никольском кладбище Александро-Невской лавры.

## Семья
Его женой с 8 сентября 1872 года в Вержболово стала двоюродная племянница, Ольга Александровна Михайлова (19.09.1850, Макарьев — 14.07.1914, С.-Петербург).
Их дети и внуки:
- Анна (17.06.1873, Санкт-Петербург — 18.04.1924, Ленинград), замужем за Николаем Адамовичем (Людомировичем) Ржевусским (1872–1937), сыном генерала от кавалерии Л. А. Ржевусского (1848–1932)[6]. Их дочери:
  - Марианна Николаевна Ржевусская (в замуж. Арнольди; 1900–1933). Её муж — Алексей Александрович Арнольди (1894–1932), внук А. И. Арнольди, был репрессирован[7][8].
  - Марина Николаевна Ржевусская (1915–1982). Дружила и была в переписке с М. В. Малич[9][10]. Муж Марины Николаевны — В.Н.Петров (1912–1978), искусствовед, писатель, мемуарист. Их дочь — Марина Всеволодовна Петрова (1949–2012)[9].
- Владимир (11.05.1875, Санкт-Петербург — 13.05.1905, Санкт-Петербург), выпускник Александровского лицея 1898 года.
- Николай (02.01.1877[11], Санкт-Петербург — после 03.1940), выпускник Александровского лицея 1898 года, начальник отдела Министерства торговли и промышленности (1906—1916). В 1925 году был арестован по «делу лицеистов» и приговорен к пятилетней высылке на Соловки[12]. За его освобождение ходатайствовал академик С. Ф. Ольденбург[13]. В 1927 году был освобождён и поступил на работу в Библиотеку Академии наук, где работала его жена. В 1935 году он, его жена и тёща были высланы в Карагандинскую область как социально-опасные элементы[14]. С ходатайством об их судьбе к Е. П. Пешковой обращались Марина Малич и их родственница — Екатерина Леткова-Султанова[15]. Его жена (с 22.07.1909) — Елизавета Алексеевна (1891–1971), дочь князя Алексея Львовича Голицына (1857–1921).  Их дочь:
  - Ольга Николаевна Верховская (18.03.1911[16]–1964). Дружила с М.В.Малич, которая воспитывалась в их семье. Была женой поэта В. Ю. Эльснера.[9][17]
- Александр (12.08.1881 — 21.09.1881)